# Harold C. Schonberg
Harold Charles Schonberg (* 29. November 1915 in New York City; † 26. Juli 2003 ebenda) war ein US-amerikanischer Journalist und Musikkritiker. 1971 erhielt er den Pulitzer Prize for Criticism.

## Leben und Werk
Harold Schonberg begann als Vierjähriger mit Klavierspiel. Er studierte am Brooklyn College und der New York University, wo er 1938 seine Masterthesis zum Thema Elisabethanische Songbooks abschloss. Im Zweiten Weltkrieg diente er in der US Army. Von 1946 bis 1950 arbeitete er als Musik- bzw. Schallplattenkritiker für die New York Sun, außerdem von 1948 bis 1952 für den Musical Courier. 1950 begann er mit dem Schreiben für die New York Times, deren Chef-Musikkritiker er von 1960 bis 1980 war. Auch nach dem Ruhestand wirkte er bis 1985 als Kulturkritiker für diese Zeitung und war bis zu seinem Lebensende publizistisch tätig. 1971 war Schonberg Preisträger der erst im Vorjahr neu geschaffenen Sparte für Musikkritik des Pulitzer-Preises, daneben erhielt er zwei Ehrendoktorate. 1987 war er Jurymitglied beim Santander Paloma O’Shea Klavierwettbewerb.
In seinen Rezensionen und Artikeln zeigte sich Harold C. Schonberg angesichts des Perfektionsstrebens im 20. Jahrhundert als Befürworter der seiner Ansicht nach emotionaleren und persönlicheren Interpretationspraxis des 19. Jahrhunderts. Selbst passabler Pianist, galt sein Hauptinteresse dem Klavier. Zu den von Schonberg bevorzugten Pianisten zählten etwa Emil Gilels, Swjatoslaw Richter, Lazar Berman oder später Jewgeni Kissin. Skeptisch stand er hingegen dem Dirigierstil eines Leonard Bernstein gegenüber, wie auch der Strömung des Serialismus. Schonberg war zudem Experte für Schach und Malerei.
Harold C. Schonberg war Autor von 13 Büchern, darunter The Great Pianists (1963), The Great Conductors (1967) und Horowitz: His Life and Music (1992), die auch ins Deutsche, darunter auch Die Großmeister des Schach, übersetzt wurden.